# مغالطة ماك نامارا

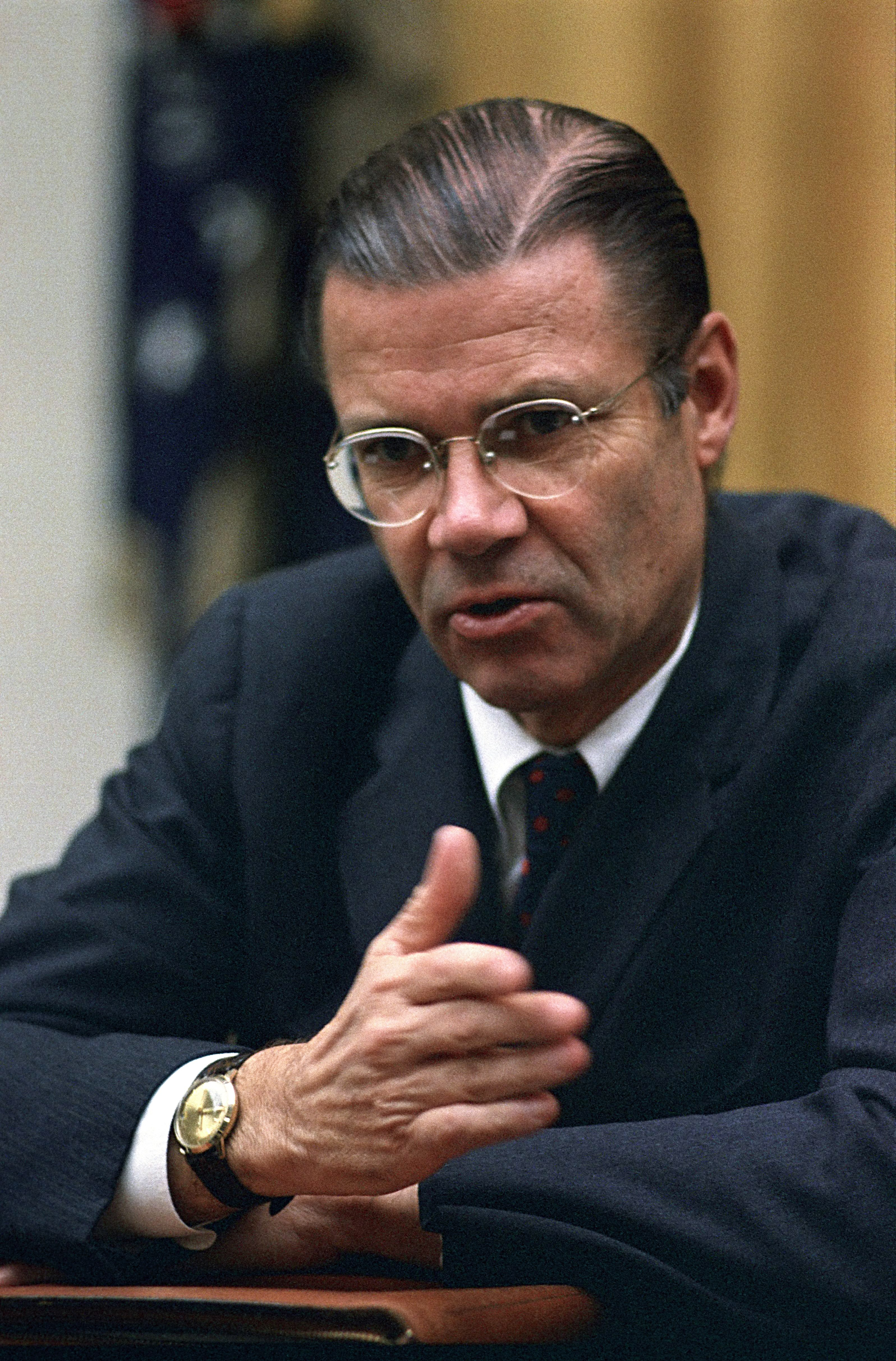
وزير الدفاع روبرت ماك نامارا في غرفة مجلس الوزراء، البيت الأبيض، واشنطن العاصمة

مغالطة ماكنامارا (المعروفة أيضًا باسم مغالطة الكمية)، والتي سميت على اسم وزير الدفاع الأمريكي روبرت ماكنامارا، هي مغالطة تتضمن اتخاذ قرار يعتمد فقط على المقاييس الكمية وتجاهل جميع الملاحظات الأخرى في عملية صنع القرار في الشركات حيث يمكن أن تضيع الصورة الكبيرة بسبب الهوس بمقياس واحد أو أكثر.
كان روبرت مكنمارا مهندس حرب فيتنام. قبل أن يتم تجنيده للانضمام إلى إدارة جون إف كينيدي، حيث كان أحد أعضاء مجموعة من عشرة قدامى المحاربين في القوات الجوية الأمريكية في الحرب العالمية الثانية الذين أصبحوا مديرين تنفيذيين لشركة فورد موتورز في عام 1946. وأثناء الحرب، كانوا يراقبون العملية الإحصائية، وهي طريقة لمراقبة الجودة للمساعدة في تنسيق جميع المعلومات التشغيلية واللوجستية وتحسين إدارة الحرب. يمكن القول إنها ساهمت في ثورة اللوجستيات في العقود التالية التي غيرت المنظمات الكبيرة بعمق. سعى ماكنمارا إلى تكرار الأساليب التي كانت ناجحة جدًا في شركة فورد. جلب أساليب جديدة لإدارة حرب فيتنام. تشير المغالطة إلى تقدير ماكنمارا للنجاح في الحرب وتجاهل جميع المتغيرات الأخرى، حيث تم قياس النجاح من حيث عدد جثث العدو، أي عدد القتلى الفيتناميين.